# 小希夫卡
51°12′10″N 28°21′52″E / 51.20278°N 28.36444°E
小希夫卡（烏克蘭語：Малахівка），是烏克蘭北部的村莊，隸屬日托米爾州的科羅斯滕區。該村始建於1656年，面積0.21平方公里，海拔高度195米，2001年人口30，人口密度每平方公里142.86人。